# 3381 Mikkola
3381 Mikkola è un asteroide della fascia principale. Scoperto nel 1941, presenta un'orbita caratterizzata da un semiasse maggiore pari a 2,4536350 au e da un'eccentricità di 0,2066991, inclinata di 4,21353° rispetto all'eclittica.
L'asteroide è dedicato all'astronomo finlandese Seppo Mikkola.